# محمد إبراهيم علي
محمد إبراهيم علي السيد () هو وزير الآثار في حكومة حازم الببلاوي، منذ 16 يوليو 2013.

## حياته
د. محمد هو أستاذ الآثار بكلية الآداب، جامعة عين شمس، وعضو لجنة الآثار بالمجلس الأعلى للثقافة، كما تولى الإشراف على عدة مواقع أثرية، وعانت المواقع الأثرية في عهده من الإهمال والتعدي كدهشور وتل العمارنة.
| المناصب السياسية | المناصب السياسية                           | المناصب السياسية |
| ---------------- | ------------------------------------------ | ---------------- |
| سبقه أحمد عيسى   | وزير الآثار المصري 16 يوليو 2013           | الحالي           |
| المناصب السياسية |                                            |                  |
| سبقه نفسه        | وزير الآثار المصري مايو 2013 - أغسطس 2013  | تبعه أحمد عيسى   |
| المناصب السياسية |                                            |                  |
| سبقه             | وزير الآثار المصري ديسمبر 2012 - مايو 2013 | تبعه نفسه        |